# Campeonato Sul-Mato-Grossense Série B 2024
In 2024 werd het 25ste Campeonato Sul-Mato-Grossense Série B gespeeld voor voetbalclubs uit de Braziliaanse staat Mato Grosso do Sul. De competitie werd georganiseerd door de FFMS en werd gespeeld van 8 september tot 10 november. Naviraiense werd kampioen.

## Eindstand
| Plaats | Club                | Wed. | W | G | V | Saldo | Ptn. |
| ------ | ------------------- | ---- | - | - | - | ----- | ---- |
| 1.     | Naviraiense         | 8    | 5 | 3 | 0 | 15:3  | 18   |
| 2.     | Águia Negra         | 8    | 4 | 3 | 1 | 10:6  | 15   |
| 3.     | Sete de Dourados    | 8    | 3 | 2 | 3 | 12:15 | 11   |
| 4.     | Comercial           | 8    | 2 | 1 | 5 | 11:17 | 7    |
| 5.     | Operário de Caarapó | 8    | 0 | 3 | 5 | 6:13  | 3    |

|  | Kampioen, promotie naar Série A 2025 |
|  | Promotie naar Série A 2025           |

### Kampioen
| Campeonato Sul-Mato-Grossense de 2024 - Série B |
| Mato Grosso do Sul                              |
| ----------------------------------------------- |
| NAVIRAIENSE Kampioen (3° titel)                 |

1987 · 1988 · 1989 · 1990-2000 · 2001 · 2002 · 2003 · 2004 · 2005 · 2006 · 2007 · 2008 · 2009 · 2010 · 2011 · 2012 · 2013 · 2014 · 2015 · 2016 · 2017 · 2018 · 2019 · 2020 · 2021 · 2022 ·  2023 · 2024